# Оле Егберг Міккельсен
Оле Егберг Міккельсен (Ole Egberg Mikkelsen) (11 червня 1956) — данський дипломат. Надзвичайний та Повноважний Посол Королівства Данії в Україні та з акредитацією в Грузії та Вірменії.

## Життєпис
Оле Міккельсен народився 11 червня 1956 року у місті Есб'єрг, Західна Данія. Здобув ступінь магістра політології в Орхуському університеті та займав неповну посаду як зовнішній викладач у Копенгагенському університеті 2000—2005. Є членом національної ради зовнішніх іспитів з політичних наук в Данії.
З 1987 року на дипломатичній роботів в Міністерстві закордонних справ Данії в Копенгагені.
У 1987—1988 рр. — Другий секретар Постійного представництва Данії при Конференції з Безпеки та співробітництва в Європі, Відень
У 1988—1991 рр. — Другий секретар Посольства Данії в Чехії, Прага.
У 1991—1993 рр. — Приватний секретар міністра закордонних справ Данії, Копенгаген.
У 1993—1997 рр. — Перший секретар Постійної місії Данії при ООН, Женева.
У 1997—2005 рр. — співробітник фінансового департаменту Міністерства закордонних справ Данії, Копенгаген.
У 2005—2009 рр. — Надзвичайний і Повноважний Посол Данії в Сирії, Дамаск.
У 2005—2007 рр. — Також акредитований в Аммані та Бейруті.
У 2009—2011 рр. — Надзвичайний та Повноважний Посол Данії у Туреччині, Анкара.
У 2009—2011 рр. — Надзвичайний та повноважний Посол Данії в Азербайджані за сумісництвом
У 2011—2012 рр. — заступник секретаря консульських послуг МЗС Данії.
У 2012—2016 рр. — заступник секретаря з консульських послуг та громадської дипломатії, член вищої ради Міністерства закордонних справ Данії.
У 2016—2020 рр. — Надзвичайний і Повноважний Посол Данії в Польщі, Варшава.
З 2020 року — Надзвичайний і Повноважний Посол Данії в Україні, Київ.
30 липня 2020 року вручив вірчі грамоти Президенту України Володимиру Зеленському.

## Нагороди та відзнаки
- Орден Данеброг, лицарський хрест 1-го класу
- Почесний друг міста Миколаєва